# 涡阳路
涡阳路，中国安徽省合肥市的一条东西干道，得名自亳州市涡阳县，衔接庐阳区境内的清源路与瑶海区境内的新海大道，东起物流支路，西至蒙城北路，全长2.5公里。